# Вельф V
Вельф V Толстый (нем. Welf V. der Dicke, итал. Guelfo V; ок. 1073 — 24 сентября 1120) — герцог Баварии (под именем Вельф II) с 1101 года, маркграф Тосканы (по праву жены, под именем Вельф I) в 1089—1095 годах, старший сын герцога Баварии Вельфа IV и Юдифи Фландрской.

## Биография
Вельф родился около 1073 года. Его отец, Вельф IV, был одним из противников императора Священной Римской империи Генриха IV во время его борьбы с папами за инвеституру. Из-за этого он был первоначально лишён прав на владение Баварским герцогством.
Успешное сопротивление Вельфа IV постепенно привело императора Генриха IV к мысли вернуть ему Баварию и заключить с ним мир. Переговоры начались в Рождество 1089 года в Регенсбурге и продолжились в феврале 1090 года в Шпайере. Однако ещё в 1089 году папа римский Урбан II благодаря дипломатии добился заключения тайного брака между противницей Генриха IV, маркграфиней Тосканы Матильдой и старшим сыном Вельфа IV — Вельфом V. Из-за этого переговоры о мире между императором и Вельфом IV успехом не увенчались, а сам Вельф вступил в союз с папой против Генриха IV. Союз привел к концентрации власти на юге Германии и севере Италии в руках противников императора.
Брак с сорокатрёхлетней Матильдой и Вельфом V, которому в момент брака было около 16 лет, был чисто политическим и остался бездетным. Матильда оставалась полновластной правительницей Тосканы. Вельф V вместе с женой участвовал в борьбе против императора Генриха IV. Но повзрослев, Вельф V попытался выдвинуться на первый план, что вызвало разлад между супругами. В итоге летом 1095 года Вельф V при помощи папы развёлся со своей женой и вернулся в Германию.
Этот развод привёл к распаду вельфско-тосканского союза. После развода сына Вельф IV возобновил переговоры с императором о примирении. В итоге в 1096 году Вельфу IV была возвращена Бавария. Кроме того, император гарантировал, что Вельф V унаследует герцогство после смерти отца.
В апреле 1101 года немолодой уже Вельф IV отправился в крестовый поход, во время которого и умер. Ему наследовал Вельф V (он был герцогом Баварии под именем Вельф II).
Став герцогом, Вельф V оставался сторонником императора. Несмотря на попытки папы и Генриха Чёрного перетянуть его в стан противников Генриха IV во время восстания Генриха Младшего, сына и наследника императора, Вельф V сохранил ему верность.
В рождество 1105 года Вельф V присутствовал на рейхстаге в Майнце, на котором Генрих Младший после мнимого отречения Генриха IV был под именем Генрих V признан правителем империи.
В 1107 году Вельф V был одним из посланников Генриха V, которые в Шалоне встречались с папой и королём Франции для урегулирования спора об светской инвеституре.
В 1108 году Вельф V участвовал в безуспешном походе Генриха V в Венгрию.
Летом 1110 года Вельф V с баварской армией присоединился к Генриху V, чтобы сопровождать его в поездке в итальянские владения, а в 1111 году — в Рим, где Генрих V был коронован императорской короной.
В 1112 году император вмешался во внутренние дела Саксонского герцогства что вызвало недовольство саксонской знати. Для урегулирования спора император отправлял к герцогу Саксонии Лотарю Супплинбургскому и епископу Вюрцбурга Эрлунгу Вельфа V, который, судя по всему, обладал хорошими дипломатическими способностями, в качестве своего посланника.
В 1115 году умерла Матильда Тосканская. Она завещала свои владения папе, однако на её наследство предъявил претензии император, желавший присоединить богатые владения. Основанием послужило то, что многие владения Матильды были имперским леном. Кроме того, Генрих V был родственником Матильды. При этом на наследство мог претендовать и Вельф V как бывший муж Матильды. Опасаясь, что верность Вельфа V может пошатнуться, Генрих V гарантировал, что бездетному герцогу в Баварии будет наследовать его брат Генрих Чёрный. В феврале император отправился в Италию, вместе с ним отправился и Генрих Чёрный. В итоге похода Генриху V удалось овладеть наследством Матильды
В сентябре 1119 году Вельф V в Страсбурге принимал участие в переговорах об инвеституре между Генрихом V и папой Каликстом II. Не позже декабря того же года Вельф вернулся в Германию.
Вельф V умер 24 сентября 1120 года в баварском бурге Кауферинг. Его тело было похоронено в монастыре Вайнгартен. От брака с Матильдой Вельф V детей не имел, а после развода так и не женился. Его наследником стал младший брат Генрих Чёрный.

## Брак
Жена: с 1089 года (тайный брак) Матильда Каносская (1046 — 24 июля 1115), маркграфиня Тосканы, дочь маркграфа Бонифация III и Беатрисы Лотарингской, вдова герцога Лотарингии Готфрида Горбатого. Зимой 1095 года супруги развелись. Детей от этого брака не было.